# 大野雄大
大野 雄大（おおの ゆうだい、1988年9月26日 - ）は、京都府京都市伏見区出身のプロ野球選手（投手）。左投左打。中日ドラゴンズ所属。
2020年（令和初）の沢村栄治賞受賞者。2021年開催の東京オリンピック 野球 金メダリスト。

## 経歴

### プロ入り前
2歳の時に両親が離婚、それまで過ごしていた兵庫県尼崎市から、母や2歳上の姉とともに京都市へ引っ越し、同市伏見区深草で育つ。京都市立砂川小学校の5年生だった1999年に修道スポーツ少年団に入団して軟式野球を始め、6年生だった2000年からは投手を務める。京都市立藤森中学校では軟式野球部に所属し、2年生だった2002年には練習試合で四球を連発して試合を壊してしまい、大野も不甲斐なさや悔しさから野球を辞めようと考えていたがチームメイトの励ましで立ち直り、その後は必死に練習するようになった。大野はこの試合が投手としての第一歩になったと語っている。それまで外野手との兼任だったが投手に専念し、3年生だった2003年夏に京都市大会で優勝した。そのころから京都の軟式野球界では名の知れた存在となっていた。プロ入り後にチームメイトとなる辻孟彦は小学校、中学校、高校時代の1年後輩であった。
前述の通り、大野は母子家庭だったこともあって公立の鳥羽高等学校への進学を考えていたが、三原新二郎が野球部監督を務める京都外大西高等学校へ誘われて入学。なお三原は1年時の2004年度をもって監督を退任したため、2年時の2005年度からは上羽功晃に師事することになる。2年生の春からベンチ入りし、チームは第87回全国選手権に進出。決勝で対戦した駒大苫小牧の田中将大の投球を見て「ああいうやつがプロ選手になるんだな」と思ったという。この大会で、大野は登板機会がなかったため悔しい思いをしていたが、秋からの新チームでは先発を任される機会が増え、3年生になった2006年春の第78回選抜の初戦で東海大相模に敗れたものの甲子園初先発を果たした。3年夏も甲子園出場を目指したが、京都大会準決勝で福知山成美高等学校に敗れた。
高校では三原から「ちゃらんぽらんな人間」と言われ続けていたため、「野球人としても人間としても成長できる」と勧められた佛教大学社会学部現代社会学科への進学を決め、2007年4月より硬式野球部に入部する。1年春からベンチ入りし、春秋リーグ連続優勝。秋の近畿大学戦では球速145 km/hを記録。このころから速球に自信を持ったという。真ん中に投げる練習を続けたことで球速が上がったと語っている。その結果、四死球も減り、3年生になった2009年秋の京滋リーグでは44回で与えた四死球は2だった。一方で単位を落としたため、2年生に進級した2008年春から半年間は佛教大のルールにより練習や試合に出場できなかった。3年生の2009年秋からは先発ローテーションに定着し、1年秋から4年春まで続く16連勝の活躍で3季連続でリーグMVPとベストナインを獲得する。4年時の2010年4月24日に太陽ケ丘野球場で完全試合（7回コールドのため参考記録）を達成するなどしリーグ優勝に貢献。6月の全日本大学野球選手権大会において初戦で強豪東北福祉大学を2安打完封し、大学No.1左腕として頭角を現すが2回戦で秋山翔吾率いる八戸大学に完封負けした。京滋リーグでは通算で24試合に登板し18勝1敗の成績を残した。全国大会における活躍で斎藤佑樹、大石達也、澤村拓一とともに「大学球界BIG4」と称される。
第5回世界大学野球選手権大会の日本代表に落選した際は、佛教大学監督の菊野義朗が「見たことない」というほど意気消沈し、候補合宿から帰る新幹線の車内で泣き通したが、その後第25回ハーレムベースボールウィークの日本代表に選出された。大野も「こっちもジャパンのユニホームですから。キューバを倒してきますよ」と語り、言葉通りキューバから2失点完投勝利を挙げ、この経験を通じて「代表から外れて良かった。この大会に出たことで目標が『メジャーリーガー』に変わりましたから。自身を支えてくれた家族や監督、選手の目の届く場でプレーして喜んでもらって、実績を積んでからメジャーに行きたい」と思うようになったという。
2010年8月のオープン戦で肩を痛めてからは登板できず、ドラフト会議で指名を回避されるかもしれないという不安感を持っていたが、当時即戦力の左投手の補強を必要としていた横浜ベイスターズはドラフト上位指名候補の一人として大野をリストアップしていた。実際にはドラフト会議当日の10月28日、中日ドラゴンズから単独1位指名を受けて入団。12月1日に、契約金1億円、出来高払い5000万円、年俸1500万円で仮契約を結んだ。背番号は憧れで目標とする藤川球児と同じ22に決定した。また、12月には京都府警北警察署の2011年啓発ポスターのイメージキャラクターに起用されることになった。ポスターは「安全、安心にストライク」の標語と佛教大時代の投球フォーム写真を組み合わせたもので、1年間の掲示を想定された。大学時代は1学年上の河野秀数と2学年下の張本優大がチームメイトだった。

### 中日時代
2011年の合同自主トレ・沖縄キャンプは左肩のリハビリに費やし、3月末から本格的な投球練習を開始。6月25日のプロアマ交流戦（ナゴヤ球場）で実戦デビューして満塁本塁打を打たれるも、その後はファームで先発の一角となる。10月8日のファーム日本選手権で先発し、5回無失点で勝利投手となり優秀選手賞を受賞した。その後一軍昇格し、チームが優勝へのマジックナンバーを2として迎えた10月14日の読売ジャイアンツ戦（東京ドーム）に初登板初先発。4回7失点（自責点6）で敗戦投手となったものの、この登板で自分の武器は直球だと感じることができたと後年振り返っている。この試合で落合博満監督（当時）は「何点取られても構わないから、自分の投球をして来い」と伝えていた。同年はこの1試合の登板にとどまり、オフの11月25日に年俸1350万円（150万円減）で契約を更改した。
2012年は7月上旬に一軍昇格し、7月11日の阪神タイガース戦（阪神甲子園球場）でシーズン初登板・初先発（自身2回目の先発登板）。この試合では5回1/3を7安打1失点と好投しプロ初勝利を挙げた。この年は8試合に先発して4勝3敗の成績だったほか、CSファイナルステージで初戦に先発し勝利投手となった。オフの11月に開催された「侍ジャパンマッチ2012」の日本代表にも選出された。12月4日に400万円増の年俸1750万円で契約更改。
2013年は開幕ローテーション入り。開幕2戦目、3月30日の横浜DeNAベイスターズ戦（ナゴヤドーム）に先発したが、3回4失点で敗戦投手になった。その後もなかなか勝てず自身開幕4連敗を喫したものの、6試合目の登板となった5月3日のDeNA戦（ナゴヤドーム）でシーズン初勝利を挙げた。同年は先発投手として一軍に定着。自身の25歳の誕生日である9月26日の広島東洋カープ戦（ナゴヤドーム）では、9回1失点でプロ初完投勝利を挙げたほか、この試合で自身初となる2桁勝利を達成した。最終的に25試合に先発登板し、10勝10敗、防御率3.81の成績だった。
オフの11月には、台湾で開催された「2013 BASEBALL CHALLENGE 日本 VS チャイニーズ・タイペイ」の日本代表に選出された。11月13日、1050万円増となる推定年俸2800万円で契約を更改した。
2014年はオープン戦で防御率1.29と好投したものの、川上憲伸との開幕投手争いに敗れた。開幕2戦目、3月29日の広島戦（ナゴヤドーム）に先発したが、6回3失点で敗戦投手になった。その後も勝ち星を挙げられず、4月26日の東京ヤクルトスワローズ戦（明治神宮野球場）では先発登板したものの初回に5失点し降板。試合中に名古屋へ帰るように言われ二軍落ちした。5月14日のDeNA戦（横浜スタジアム）で復帰し、この試合では7回2失点でシーズン初勝利を挙げた。
この年は初めてオールスターゲームに選出され、7月18日の第1戦（西武ドーム）に登板。2回無失点に抑えた。
後半戦は、7月25日の巨人戦（ナゴヤドーム）では自身初の完封勝利を無四球で挙げたほか、10月1日のDeNA戦（ナゴヤドーム）で2年連続2桁勝利を達成した。最終的に、10勝8敗、防御率2.89（リーグ4位）の成績でシーズンを終えた。オフに、1700万円増となる推定年俸4500万円で契約を更改した。
2015年は本拠地開幕戦、3月31日の巨人戦（ナゴヤドーム）でシーズン初先発し、勝利投手とはなれなかったものの7回1失点と好投。5月はリーグトップの4勝を挙げ、初めて月間MVPに選出された。7月8日の阪神戦（阪神甲子園球場）でリーグトップの9勝目を挙げるなど、前半戦を9勝4敗、防御率2.13（リーグ3位）の成績で終えた。また、同年も監督推薦でオールスターゲームに選出され、7月18日の第2戦（MAZDA Zoom-Zoom スタジアム広島）に登板した。
9勝目を挙げてからはなかなか勝てなかったものの、8月20日の広島戦（ナゴヤドーム）では8回1失点で勝利投手となり、3年連続2桁勝利を達成した。8月27日のDeNA戦（横浜スタジアム）で自己最多かつリーグ最多トップとなる11勝目を挙げたが、その後は打線の援護の無さなどから勝ち星を伸ばせなかった。また6連敗や4連敗でマウンドを託された際に連敗を止めることができず、勝負弱さも指摘された。
後半戦は2勝6敗と負け越したものの、最終的に11勝10敗、防御率2.52（リーグ6位）。207.1投球回は12球団最高となった。同年11月29日に谷繁元信監督がテレビ番組で翌年の開幕投手に起用すると述べた（これは、12球団最速の発表となった）。11月30日の選手納会で大島洋平に代わり翌年より選手会長を務めることが発表された。12月8日に6300万円増の推定年俸1億800万円で一発更改した。
2016年は3月25日の阪神戦（京セラドーム大阪）で自身初の開幕投手を務め、7回2/3を投げ2失点で勝利投手となった。しかし、左肘痛のため4月15日に登録抹消された。6月4日に復帰し、同日の東北楽天ゴールデンイーグルス戦（ナゴヤドーム）で先発登板したが、7回3失点（自責点0）で敗戦投手となった。6月28日の巨人戦（東京ドーム）でシーズン初完封勝利（5勝目）を挙げたが、その後は8月21日のDeNA戦（ナゴヤドーム）で6勝目を挙げるまで2か月近く勝てなかった。
最終的に7勝10敗、規定投球回未到達で防御率3.54。この年は25年ぶりにリーグ優勝した広島に相性が悪く、5試合の登板で1勝4敗、防御率7.36と打ち込まれたほか、7月19日の試合（MAZDA Zoom-Zoom スタジアム広島）では4回を投げて自己最悪の11失点を喫した。オフの11月18日、2160万円減の推定年俸8640万円で契約更改した。
2017年は2年連続の開幕投手に指名され、3月31日の巨人との開幕戦（東京ドーム）に登板したが、6回6失点で敗戦投手となった。その後もなかなか勝てず、5月には中継ぎに配置転換された。だが、5月14日のヤクルト戦（坊っちゃんスタジアム）では同点の9回裏に登板したものの荒木貴裕にサヨナラ満塁本塁打を打たれ、その後出場選手登録を抹消された。5月31日に一軍に復帰し6月7日の千葉ロッテマリーンズ戦（ZOZOマリンスタジアム）で10試合目の登板でようやくシーズン初勝利を挙げたが、試合後のヒーローインタビューで涙を流した。最終的に24試合登板で規定投球回には到達したものの、5月までの不振が響き、7勝8敗、防御率4.02の成績だった。
オフの11月29日、640万円ダウンとなる推定年俸8000万円で契約更改した。また、この年の春季キャンプから、練習などをめぐって朝倉健太投手コーチ（翌シーズン終了後に退団）との確執が取り沙汰され始める。フリーエージェントで同姓の大野奨太が入団、自身の意向により、スコアボード表記をフルネームである「大野雄大」に変更した。
2018年は開幕ローテーション入りを逃した。4月25日の巨人戦（上毛新聞敷島球場）でシーズン初先発したものの、4回5失点で敗戦投手となった。二軍では防御率2.10と安定感を見せたが、一軍では6試合の先発で0勝3敗、防御率8.56に終わった。11月25日に減額制限一杯の25%ダウンとなる推定年俸6000万円で契約更改した。
2019年は開幕を一軍で迎え、4月16日のDeNA戦（ナゴヤドーム）で7回途中1失点と好投し、2017年以来の白星を挙げた。4月30日の巨人戦（東京ドーム）で球団で平成最後の勝利投手となったほか、5月7日の広島戦（ナゴヤドーム）ではセ・リーグで令和一番乗りとなる完封勝利を記録した。また、8月13日の阪神戦（ナゴヤドーム）で通算1000投球回を達成したほか、9月14日の阪神戦（ナゴヤドーム）ではNPBで81人目となるノーヒットノーランを達成した。
同年は4年ぶりの2桁勝利とはならなかったものの、1年間ローテーションを守って2年ぶりに規定投球回に到達し、自身初の最優秀防御率を獲得するなど復活のシーズンとなった。オフに、7000万円増となる1億3000万円で契約を更改した。球団からは3年契約も提示されたが、単年契約を選択した。
2020年は6月19日のヤクルトとの開幕戦（明治神宮野球場）で開幕投手を務めたが、4回8安打6失点で降板した。その後もなかなか白星を挙げられず、6試合に登板した時点で0勝3敗、防御率4.04の成績だったものの、国内FA権を取得した7月31日のヤクルト戦（ナゴヤドーム）では9回3失点で完投勝利し、7試合目の登板でシーズン初勝利を挙げた。この試合から9月1日の広島戦（ナゴヤドーム）にかけて球団最多タイ記録となる5試合連続完投勝利を挙げた（詳細後述）。9月は防御率1.35（リーグ2位）、40投球回、42奪三振（いずれもリーグ1位）などの成績が評価され、5年ぶりに月間MVPを受賞した。10月22日のDeNA戦（ナゴヤドーム）では、9月15日の広島戦（MAZDA Zoom-Zoom スタジアム広島）の2回から続けた連続イニング無失点を「41」とし、1956年の大矢根博臣を抜き球団新記録を達成した。この記録は22日の9回まで続き、歴代12位となる「45」イニング連続無失点を記録（詳細後述）。11月11日にはシーズン中に取得した国内FA権を行使せず、3年総額9億円+出来高で残留することに大筋で合意したことが発表された。
最終的に20試合に登板、2年連続リーグ最多投球回である148.2回を投げ、5年ぶりに2桁勝利を達成。防御率1.82、148奪三振で最優秀防御率と自身初となる最多奪三振を獲得して投手2冠を達成した。なお、2年連続で最多投球回と最優秀防御率を達成したのは1957年 - 1958年の稲尾和久以来となる史上2人目である。45イニング連続無失点や両リーグ最多となる10完投6完封が評価され、中日では川上憲伸以来16年ぶりで自身初となる沢村賞を受賞した。さらに、8月・10月度の月間および年間最優秀バッテリー賞を捕手の木下拓哉と共に受賞するなど、エースとして申し分ない活躍を見せた。また、この年はDeNAに対して25イニングで無失点を記録した。
12月22日に行われた契約更改では、推定年俸3億円+出来高5000万円の3年契約で更改した。中日の選手で年俸が3億円に到達するのは、2015年度の岩瀬仁紀の年俸3億円以来であり、落合博満、岩瀬仁紀、福留孝介、川上憲伸、井端弘和、和田一浩に次いで7人目となる。
2021年は本拠地開幕戦、3月30日の巨人戦（バンテリンドーム ナゴヤ）でシーズン初先発。5試合目の先発となった4月27日の阪神戦（バンテリンドーム ナゴヤ）でシーズン初勝利を挙げ、5月4日のDeNA戦（バンテリンドーム ナゴヤ）で2勝目を記録したが5月9日にコンディション不良で登録抹消された。6月11日の埼玉西武ライオンズ戦（メットライフドーム）で1か月ぶりの白星。だが、前半戦は3勝7敗と勝ち星に恵まれなかった。最終的に規定投球回に到達しリーグ3位の防御率2.95を記録したものの、7勝11敗と負け越した。また、左打者に対して被打率.303（自己ワースト）を記録するなど課題を残した。オフの11月10日に推定年俸3億円（現状維持）で契約更改。
2022年は、立浪和義新監督から投手キャプテンに指名された。また、2年ぶりに開幕投手に指名され、3月25日の巨人との開幕戦（東京ドーム）に登板したが、6回4失点（自責点3）で敗戦投手となった。5月6日の対阪神戦（バンテリンドーム ナゴヤ）において、延長10回二死まで打者延べ29人を相手に完全試合を継続したものの、30人目の打者である佐藤輝明に二塁打を許し、2005年8月27日の西武・西口文也（対楽天戦）以来史上2人目となる「9回終了まで完全試合を継続しながら延長戦で安打を許し完全試合達成を逃した投手」となった。しかし続く打者の大山悠輔は抑え10回を無失点で終えた後、10回裏味方のサヨナラ勝ちにより2年ぶりに完封での勝利投手となった。完全試合の達成はならなかったものの、1試合での試合開始からの29人連続アウトはNPB新記録である（試合途中からの記録は江夏豊の34人）。なお、当日の大野自身の3度目の打席は、8回裏の攻撃時に二死一・三塁のチャンスで回ってきたものの、センターフライに倒れている。前半戦を4勝6敗、防御率2.74（リーグ5位）の成績で終え、また、監督推薦でオールスターゲームに選出された。オールスターでは第2戦の3回表から2番手で登板。2回を無安打無失点に抑え、敢闘選手賞を受賞した。
後半戦は、8月12日の阪神戦（京セラドーム大阪）で約2か月ぶりとなる5勝目を挙げた。また、8月、9月とも月間防御率1点台を記録した。最終的に4年連続で規定投球回に到達し、8勝8敗、防御率2.46（リーグ4位）、4完投（リーグ2位タイ）でシーズンを終えた。オフに推定年俸3億円（現状維持）で契約更改。
2023年は4月に受けた左肘の遊離軟骨除去手術の影響で、一軍では同月4日のわずか1試合の登板に留まった。オフの11月9日に、3年契約を1年延長するオプションを行使して、現状維持の推定年俸3億円で契約更改した。直後の会見の席上では選手だけでなく球団や監督、コーチなどにも変革を求め、2年連続リーグ最下位に終わったチームの状態に対する危機感を表明した。
2024年は4月3日の対巨人戦（バンテリンドーム ナゴヤ）でシーズン初先発登板で5回1失点で、2022年9月25日の対巨人戦以来556日ぶりの勝利を飾ったが、同月20日の対阪神戦（阪神甲子園球場）では2回途中まで投げ、4安打3四球6失点で降板し、翌21日に出場選手登録を抹消。6月29日の対DeNA戦（バンテリンドーム ナゴヤ）で約2か月ぶりの先発登板となるも、1回・4回に牧秀悟に2打席連続本塁打を打たれるなど、5回5失点で敗戦投手となり、翌30日に再び出場選手登録を抹消。8月3日に一軍に再登録されると、同月18日の対阪神戦（バンテリンドーム ナゴヤ）で7回3失点でシーズン2勝目を挙げ、中日の投手として史上4人目となる本拠地で通算50勝を記録した。シーズン通算では9試合に登板し、2勝6敗、防御率4.87を記録。11月21日、1億8000万円減となる推定年俸1億2000万円で契約を更改した。

## 代表経歴
2012年11月6日、侍ジャパンマッチ2012の日本代表に選出された。11月16日の第1戦（福岡ドーム）で8回表一死から登板し、2/3回を無失点に抑えた。
2013年10月28日には、台湾で開催された「2013 BASEBALL CHALLENGE 日本 VS チャイニーズ・タイペイ」の日本代表に選出された。
2015年7月16日、11月に行われる第1回WBSCプレミア12の日本代表第1次候補選手に選出された。
2016年、シーズン開幕前の3月に開催された野球チャイニーズタイペイ代表との強化試合の日本代表に選出された。
2019年、オフの11月に開催された第2回WBSCプレミア12の日本代表に選出され、2大会連続2度目の選出を果たした。
2021年6月16日、東京オリンピックの野球 日本代表に選出された。大野は準々決勝のアメリカ戦でリリーフ登板し、1回を無失点に抑えた。大野の登板はこの1試合のみにとどまったが、チームは金メダルを獲得した。その表彰式で大野は金メダルを天に掲げ、8月3日に亡くなった木下雄介に金メダルを獲得したことを報告した。また、金メダルを獲得した栄誉をたたえ、同年12月16日、名古屋市東区のナゴヤドーム（バンテリンドーム ナゴヤ）2Fオープンデッキ 1番ゲート付近に記念のゴールドポスト（第31号）が設置された（ゴールドポストプロジェクト）。

## 選手としての特徴
| 球種         | 配分 % | 平均球速 km/h |
| ------------ | ------ | ------------- |
| フォーシーム | 51     | 146           |
| シンカー     | 36     | 136           |
| スライダー   | 13     | 130           |

二段モーションのオーバースローから平均球速145.9km/h、最速152km/hのキレのあるストレート、フォークボール、100km/h台のカーブ、縦横に曲がる2種類のスライダー、縦に大きく変化するツーシームを投げ分ける。アマチュア時代には上半身の強い投球フォームには故障を心配する声もあったが、大野本人はフォームを変えるつもりはないと語っている。

## 2020年の活躍
表の「勝敗」とは、大野雄大に勝ち負けが付いたかを指す。大野雄大に勝敗がつかなかった場合は空欄となる。

### 5試合連続完投勝利・6試合連続完投
2020年7月31日の東京ヤクルトスワローズ戦（ナゴヤドーム）から9月1日の広島東洋カープ戦（ナゴヤドーム）にかけて、5試合連続完投勝利を達成した。9月8日の読売ジャイアンツ戦（ナゴヤドーム）では勝利投手にはなれなかったものの、6試合連続完投を達成した。
| 登板日  | 勝敗 | 対戦相手 | 球場         | 投球回 | 失点 | 試合 | 出典    | 備考                                                                                             |
| ------- | ---- | -------- | ------------ | ------ | ---- | ---- | ------- | ------------------------------------------------------------------------------------------------ |
| 7月31日 | 勝利 | ヤクルト | ナゴヤドーム | 9      | 3    | 5-3  | [ 200 ] | シーズン初勝利。                                                                                 |
| 8月7日  | 勝利 | 巨人     | ナゴヤドーム | 9      | 1    | 7-1  | [ 201 ] | 2試合連続完投勝利は自身初。                                                                      |
| 8月16日 | 勝利 | 巨人     | 東京ドーム   | 9      | 1    | 4-1  | [ 203 ] | 3試合連続完投勝利はチームでは2006年の佐藤充以来14年ぶり。 3試合連続2桁奪三振は球団史上初の快挙。 |
| 8月23日 | 勝利 | DeNA     | ナゴヤドーム | 9      | 0    | 3-0  | [ 206 ] | 4試合連続完投勝利。シーズン初完封。                                                              |
| 9月1日  | 勝利 | 広島     | ナゴヤドーム | 9      | 0    | 5-0  | [ 208 ] | 球団史上4人目となる5試合連続完投勝利を達成。                                                     |
| 9月8日  | 敗戦 | 巨人     | ナゴヤドーム | 9      | 2    | 0-2  | [ 209 ] | 6試合連続完投は、チームでは2001年の野口茂樹以来19年ぶり。                                        |

### 45回連続無失点
2020年9月15日の広島戦（マツダスタジアム）の2回裏から10月22日の横浜DeNAベイスターズ戦（ナゴヤドーム）の9回表にかけて、45回連続無失点を記録した。10月29日の阪神タイガース戦（甲子園球場）の1回裏に失点し、連続無失点が45回で止まった。
| 登板日   | 勝敗 | 対戦相手 | 球場             | 投球回 | 失点 | 試合 | 出典    | 備考 |
| -------- | ---- | -------- | ---------------- | ------ | ---- | ---- | ------- | --- |
| 9月15日  | 敗戦 | 広島     | マツダスタジアム | 4      | 4    | 3-6  | [ 212 ] | 1回裏に4失点したものの、2回以降は無失点に抑えた。                                                           |
| 9月22日  | 勝利 | ヤクルト | ナゴヤドーム     | 9      | 0    | 3-0  | [ 214 ] | この試合でシーズン100奪三振にリーグ最速で到達。                                                             |
| 9月30日  | 勝利 | 阪神     | 甲子園球場       | 9      | 0    | 9-0  | [ 216 ] | シーズン4完封は自己最多となった。                                                                           |
| 10月7日  | 勝利 | ヤクルト | ナゴヤドーム     | 6      | 0    | 4-1  | [ 218 ] | 球数が増えたため6回で降板したが、無失点に抑えた。                                                           |
| 10月14日 | 勝利 | 阪神     | ナゴヤドーム     | 9      | 0    | 3-0  | [ 220 ] | この試合で規定投球回に到達。防御率リーグ1位に浮上。 シーズン5完封はチームでは2001年の野口茂樹以来19年ぶり。 |
| 10月22日 | 勝利 | DeNA     | ナゴヤドーム     | 9      | 0    | 1-0  | [ 221 ] | 4回2/3を投げたところで連続無失点の球団記録を更新。 9回を投げて完封勝利を挙げ、45回連続無失点とした。        |

## 人物
祖父の影響を受け、子供の頃から阪神ファンだった。そのため、大学時代は自身の携帯電話にトラッキーのストラップをつけていたが、ドラフトで中日に指名されて以降は外した。以後は阪神に関する発言は控えたが2021年11月6日に甲子園球場で行われた阪神タイガース対読売ジャイアンツ戦（クライマックスシリーズファーストステージ）で自身初のゲスト解説を務め、阪神タイガースに対する思いを語った。
目標とする選手としては、前述の藤川とチェン・ウェインを挙げている。
メンタル面の成長のきっかけとなったのは、上原浩治のメジャー初登板後の「自分の夢を実現し、最高の場所に行けて楽しいだけ」というコメントを聞いたことだという。
「一番であること」を目標としている。プロで活躍している同世代の田中将大や坂本勇人を尊敬する一方で、大野と同じく大学生だった斎藤佑樹には強烈なライバル意識を持っている。京滋リーグで優勝しても、全国大会では負け続ける佛教大にいることが対抗意識につながり、それが自身の能力を伸ばした原動力であると語る。その対抗意識の強さは、世界大学野球選手権大会の代表から漏れて落ち込んだことにもつながっている。
現在では同世代選手（88年世代、いわゆるハンカチ世代）と様々な親交を持ち、斎藤佑樹の現役引退時には同級生として労いのコメントを寄せている。また前田健太とは、しばしばSNS等で当意即妙の遣り取りを見せている。
2020年に沢村栄治賞争いをした菅野智之と仲が良く、それと同時にライバルでもある。菅野は大野と投げ合う試合では「特別な感情がある」と意識をし、大野も「セ・リーグの中では特別な感情を持って、投げ合う投手のことを意識するのは彼くらい」と話している。また、2023年に大野が左肘の手術を経てリハビリをしていたが、なかなか状態が上がらず苦悩していた時、菅野から「なんかのきっかけ一つで絶対よくなるので、あきらめないでやってください。絶対治りますから」と声をかけてもらったと明かしている。
2017年オフに北海道日本ハムファイターズから大野奨太が移籍すると、大野姓が2人となった為区別の必要が生じたが「3文字では電光掲示板できれいに見えない」という理由で2018年以降スコアボードの表示はフルネームの「大野雄大」としている。
ボールは左手で投げ、食事も字を書くときも左手で矯正していないがダーツは右手で投げる。
使用用具は入団当初はゼットで、のちに2017年までナイキと契約していたが、2018年よりデサントと契約しデサント製品を使用している。デサント製品を使用するきっかけは同製品を使用していた吉見一起からの紹介で使用に至った。スパイクも現在はアシックスを使用する。

### 家族
2012年11月26日に大学時代の同級生の女性と結婚し、2013年のシーズンオフに結婚披露宴を行った。2015年5月20日に長女、2017年12月20日に次女、2021年11月11日に長男が誕生している。2019年のノーヒットノーラン達成の際は、ただでさえ早起きの必要があるため「あまり好きじゃない」デーゲームの日によりによって「娘に早く起こされて、いつもより早くて、『眠たい』って言いながら球場入りした」という。

### 地元愛
地元の京都愛が強く、シーズンオフには長期帰省し伏見稲荷大社での初詣や大文字山での自主トレを行っている。
好きな食べ物はラーメンで、大学時代には数多くの京都ラーメン店でラーメンを食べ歩いていた。しかし2019年にはラーメン封印を宣言した。

### Da-iCEの大野雄大との関係
5人組アーティスト・Da-iCEのボーカル担当である大野雄大とは同姓同名で同学年だが、全くの別人である。2019年12月8日放送の「サンデードラゴンズ」(CBCテレビ)にて共演を果たしたほか、2020年のシーズンオフにはオンラインでの対談を行った。

### 登場曲
サカナクションの大ファンで、2019年9月8日（ボーカルであり、中日ファンの山口一郎の誕生日）より「新宝島」を打席テーマ曲に採用した。2021年のシーズンオフには山口との対談が実現した。
ただ、2020年11月5日の横浜DeNAベイスターズ戦では翌日に引退試合を控えていた吉見一起への感謝を込めてMONKEY MAJIKの「ただ、ありがとう」を登場曲として使用した。
また、2021年は、8回の登場曲に湘南乃風の「黄金魂」を使用していた。

## 詳細情報

### 年度別投手成績
| 年 度      | 球 団      | 登 板 | 先 発 | 完 投 | 完 封 | 無 四 球 | 勝 利 | 敗 戦 | セ 丨 ブ | ホ 丨 ル ド | 勝 率 | 打 者 | 投 球 回 | 被 安 打 | 被 本 塁 打 | 与 四 球 | 敬 遠 | 与 死 球 | 奪 三 振 | 暴 投 | ボ 丨 ク | 失 点 | 自 責 点 | 防 御 率 | W H I P |
| ---------- | ---------- | ----- | ----- | ----- | ----- | -------- | ----- | ----- | -------- | ----------- | ----- | ----- | -------- | -------- | ----------- | -------- | ----- | -------- | -------- | ----- | -------- | ----- | -------- | -------- | ------- |
| 2011       | 中日       | 1     | 1     | 0     | 0     | 0        | 0     | 1     | 0        | 0           | .000  | 22    | 4.0      | 9        | 2           | 1        | 0     | 0        | 2        | 1     | 0        | 7     | 6        | 13.50    | 2.50    |
| 2012       | 中日       | 9     | 8     | 0     | 0     | 0        | 4     | 3     | 0        | 1           | .571  | 188   | 44.2     | 40       | 1           | 14       | 1     | 3        | 41       | 3     | 0        | 15    | 13       | 2.62     | 1.21    |
| 2013       | 中日       | 25    | 25    | 1     | 0     | 1        | 10    | 10    | 0        | 0           | .500  | 624   | 146.1    | 151      | 12          | 43       | 1     | 5        | 117      | 3     | 0        | 65    | 62       | 3.81     | 1.33    |
| 2014       | 中日       | 25    | 25    | 3     | 1     | 1        | 10    | 8     | 0        | 0           | .556  | 682   | 165.0    | 156      | 14          | 47       | 0     | 6        | 119      | 3     | 0        | 60    | 53       | 2.89     | 1.23    |
| 2015       | 中日       | 28    | 27    | 6     | 3     | 1        | 11    | 10    | 0        | 1           | .524  | 826   | 207.1    | 169      | 12          | 47       | 1     | 3        | 154      | 1     | 0        | 67    | 58       | 2.52     | 1.04    |
| 2016       | 中日       | 19    | 19    | 3     | 1     | 1        | 7     | 10    | 0        | 0           | .412  | 547   | 129.2    | 126      | 11          | 37       | 0     | 2        | 85       | 0     | 0        | 59    | 51       | 3.54     | 1.26    |
| 2017       | 中日       | 24    | 22    | 2     | 1     | 0        | 7     | 8     | 0        | 0           | .467  | 629   | 147.2    | 143      | 17          | 51       | 0     | 6        | 117      | 0     | 0        | 71    | 66       | 4.02     | 1.31    |
| 2018       | 中日       | 6     | 6     | 0     | 0     | 0        | 0     | 3     | 0        | 0           | .000  | 130   | 27.1     | 32       | 7           | 19       | 0     | 0        | 21       | 1     | 0        | 27    | 26       | 8.56     | 1.87    |
| 2019       | 中日       | 25    | 25    | 2     | 2     | 0        | 9     | 8     | 0        | 0           | .529  | 696   | 177.2    | 132      | 18          | 43       | 2     | 2        | 156      | 2     | 0        | 52    | 51       | 2.58     | 0.98    |
| 2020       | 中日       | 20    | 20    | 10    | 6     | 2        | 11    | 6     | 0        | 0           | .647  | 559   | 148.2    | 106      | 13          | 23       | 2     | 0        | 148      | 3     | 0        | 33    | 30       | 1.82     | 0.87    |
| 2021       | 中日       | 22    | 22    | 1     | 0     | 1        | 7     | 11    | 0        | 0           | .389  | 566   | 143.1    | 121      | 12          | 26       | 1     | 2        | 118      | 1     | 0        | 48    | 47       | 2.95     | 1.03    |
| 2022       | 中日       | 23    | 23    | 4     | 2     | 2        | 8     | 8     | 0        | 0           | .500  | 625   | 157.0    | 126      | 7           | 37       | 1     | 6        | 108      | 1     | 0        | 50    | 43       | 2.46     | 1.04    |
| 2023       | 中日       | 1     | 1     | 0     | 0     | 0        | 0     | 1     | 0        | 0           | .000  | 26    | 7.0      | 3        | 0           | 1        | 0     | 0        | 3        | 0     | 0        | 1     | 0        | 0.00     | 0.57    |
| 2024       | 中日       | 9     | 9     | 0     | 0     | 0        | 2     | 6     | 0        | 0           | .250  | 192   | 44.1     | 50       | 5           | 12       | 0     | 2        | 27       | 1     | 0        | 27    | 24       | 4.87     | 1.40    |
| 通算：14年 | 通算：14年 | 237   | 233   | 32    | 16    | 9        | 86    | 93    | 0        | 2           | .480  | 6312  | 1550.0   | 1364     | 131         | 401      | 9     | 37       | 1216     | 20    | 0        | 582   | 530      | 3.08     | 1.14    |

- 2024年度シーズン終了時
- 各年度の太字はリーグ最高

### WBSCプレミア12での投手成績
| 年 度     | 代 表     | 登 板 | 先 発 | 勝 利 | 敗 戦 | セ ｜ ブ | 打 者 | 投 球 回 | 被 安 打 | 被 本 塁 打 | 与 四 球 | 敬 遠 | 与 死 球 | 奪 三 振 | 暴 投 | ボ ｜ ク | 失 点 | 自 責 点 | 防 御 率 |
| --------- | --------- | ----- | ----- | ----- | ----- | -------- | ----- | -------- | -------- | ----------- | -------- | ----- | -------- | -------- | ----- | -------- | ----- | -------- | -------- |
| 2015      | 日本      | 2     | 0     | 0     | 0     | 0        | 13    | 3.2      | 4        | 0           | 0        | 0     | 0        | 3        | 0     | 0        | 1     | 1        | 2.45     |
| 2019      | 日本      | 3     | 0     | 2     | 0     | 0        | 19    | 5.0      | 5        | 1           | 3        | 0     | 0        | 7        | 0     | 0        | 1     | 1        | 1.80     |
| 出場：2回 | 出場：2回 | 5     | 0     | 2     | 0     | 0        | 32    | 8.2      | 9        | 1           | 3        | 0     | 0        | 10       | 0     | 0        | 2     | 2        | 2.08     |

### オリンピックでの投手成績
| 年 度 | 代 表 | 登 板 | 先 発 | 勝 利 | 敗 戦 | セ ｜ ブ | 打 者 | 投 球 回 | 被 安 打 | 被 本 塁 打 | 与 四 球 | 敬 遠 | 与 死 球 | 奪 三 振 | 暴 投 | ボ ｜ ク | 失 点 | 自 責 点 | 防 御 率 |
| ----- | ----- | ----- | ----- | ----- | ----- | -------- | ----- | -------- | -------- | ----------- | -------- | ----- | -------- | -------- | ----- | -------- | ----- | -------- | -------- |
| 2021  | 日本  | 1     | 0     | 0     | 0     | 0        | 3     | 1.0      | 0        | 0           | 0        | 0     | 1        | 1        | 0     | 0        | 0     | 0        | 0.00     |

### 年度別守備成績
| 年 度 | 球 団 | 投手  | 投手  | 投手  | 投手  | 投手  | 投手     |
| 年 度 | 球 団 | 試 合 | 刺 殺 | 補 殺 | 失 策 | 併 殺 | 守 備 率 |
| ----- | ----- | ----- | ----- | ----- | ----- | ----- | -------- |
| 2011  | 中日  | 1     | 0     | 1     | 0     | 0     | 1.000    |
| 2012  | 中日  | 9     | 2     | 5     | 0     | 1     | 1.000    |
| 2013  | 中日  | 25    | 3     | 34    | 2     | 4     | .949     |
| 2014  | 中日  | 25    | 4     | 24    | 0     | 3     | 1.000    |
| 2015  | 中日  | 28    | 8     | 37    | 1     | 0     | .978     |
| 2016  | 中日  | 19    | 6     | 30    | 1     | 0     | .973     |
| 2017  | 中日  | 24    | 10    | 27    | 1     | 1     | .974     |
| 2018  | 中日  | 6     | 2     | 1     | 0     | 0     | 1.000    |
| 2019  | 中日  | 25    | 11    | 32    | 1     | 3     | .977     |
| 2020  | 中日  | 20    | 7     | 28    | 1     | 2     | .972     |
| 2021  | 中日  | 22    | 8     | 23    | 0     | 0     | 1.000    |
| 2022  | 中日  | 23    | 9     | 31    | 2     | 1     | .952     |
| 2023  | 中日  | 1     | 1     | 0     | 0     | 0     | 1.000    |
| 2024  | 中日  | 9     | 2     | 8     | 2     | 0     | .833     |
| 通算  | 通算  | 237   | 73    | 281   | 11    | 15    | .970     |

- 2024年度シーズン終了時
- 各年度の太字はリーグ最高

### タイトル
- 最優秀防御率：2回（2019年、2020年）※2年連続は菅野智之に次ぐセ・リーグ2位タイ、左腕投手としては史上5人目
- 最多奪三振：1回（2020年）[132]

### 表彰

#### NPB
- 沢村栄治賞：1回（2020年）[132]20登板・11勝での受賞は歴代最少
- 月間MVP：2回（投手部門：2015年5月[64]、2020年9月[128]）
- 最優秀バッテリー賞：1回（2020年 捕手：木下拓哉）
- 月間最優秀バッテリー賞：3回（2020年8月 捕手：木下拓哉、10月 捕手：木下拓哉、2022年9月 捕手：木下拓哉）
- オールスターゲーム敢闘選手賞：1回（2022年第2戦）[166]

#### NPB以外
- ドラゴンズクラウン賞：最優秀選手賞2回（2015年[250]、2020年[251]）、優秀選手賞1回（2013年[252]）
- 佛教大学スポーツ栄誉賞（2020年） ※受賞第1号[253]
- 京都府スポーツ賞特別栄誉賞（2021年）[254][255]
- 京都市スポーツ最高栄誉賞（2021年）[1][254]
- 愛知県スポーツ顕彰（2021年）[256]
- 名古屋市スポーツ栄誉賞（2022年） ※受賞第1号[257][258][259]

### 記録
初記録
投手記録
- 初登板・初先発登板：2011年10月14日、対読売ジャイアンツ22回戦（東京ドーム）、4回7失点（自責点6）で敗戦投手[31][32]
- 初奪三振：同上、2回裏に坂本勇人から空振り三振[260][261]
- 初勝利・初先発勝利：2012年7月11日、対阪神タイガース11回戦（阪神甲子園球場）、5回1/3を1失点[38][262]
- 初ホールド：2012年10月3日、対阪神タイガース24回戦（ナゴヤドーム）、7回裏無死に3番手で救援登板、2回無失点[98][263][264]
- 初完投・初完投勝利：2013年9月26日、対広島東洋カープ23回戦（ナゴヤドーム）、9回1失点8奪三振[47][265]
- 初完封勝利：2014年7月25日、対読売ジャイアンツ13回戦（ナゴヤドーム）、9回7奪三振、5被安打、無四死球[58][266]

打撃記録
- 初打席・初安打：2011年10月14日、対読売ジャイアンツ22回戦（東京ドーム）、3回表に澤村拓一から遊撃内野安打[260]
- 初打点：2014年9月11日、対広島東洋カープ23回戦（MAZDA Zoom-Zoom スタジアム広島）、6回表に永川勝浩から二ゴロの間[267][268]

節目の記録
- 1000投球回：2019年8月13日、対阪神タイガース19回戦（ナゴヤドーム）、1回表一死目に近本光司から一ゴロ[118][269]※史上355人目[119]
- 1000奪三振：2021年5月21日、対読売ジャイアンツ9回戦（バンテリンドーム ナゴヤ）、7回表に廣岡大志から見逃し三振 ※史上152人目[261]
- 1500投球回：2023年4月4日、対東京ヤクルトスワローズ1回戦（バンテリンドーム ナゴヤ）、2回表一死目に村上宗隆から空振り三振 ※史上183人目[270]

その他の記録
- ノーヒットノーラン：2019年9月14日、対阪神タイガース23回戦（ナゴヤドーム）、9回9奪三振1四死球（1四球0死球）※史上81人目、92度目[120]
- 1試合29人連続アウト：2022年5月6日、対阪神タイガース6回戦（バンテリンドーム）※10回二死までパーフェクトピッチング、プロ野球新記録[162]
- 開幕投手：4回（2016年、2017年、2020年、2022年）
- オールスターゲーム出場：3回（2014年、2015年、2022年）

### 背番号
- 22（2011年 - ）

### 登場曲
- 「ultra soul」B'z（2013年 - 2014年・2017年 - 2019年、2013年 - 2014年と2019年は打席時）[271][272][273][274][275]
- 「ロッカールーム Go Hard or Go Home」AK-69（2015年 - 2016年）[276][277]
- 「ハルノヒ」あいみょん（2019年 - 、登板時）[275]
- 「パプリカ」Foorin（2019年8月6日、打席時）[278]
- 「新宝島」サカナクション（2019年シーズン途中 - 、打席時）
- 「ただ、ありがとう」MONKEY MAJIK（2020年11月5日）[249]
- 「黄金魂」湘南乃風（2021年、8回の登板時）[145][146]

### 代表歴
- 第25回ハーレムベースボールウィーク：日本代表[21]
- 侍ジャパンマッチ2012：日本代表[40]
- 2013 チャイニーズ・タイペイ代表戦：日本代表
- 2015 WBSCプレミア12：日本代表
- 2016 侍ジャパン強化試合：日本代表
- ENEOS 侍ジャパンシリーズ2019「日本 vs カナダ」：日本代表
- 2019 WBSCプレミア12：日本代表
- 2021 ENEOS 侍ジャパン強化試合：侍ジャパン代表
- 2020年オリンピック野球：日本代表